# Loos József
Loos József (Necpál, 1839. december 11. - Budapest, 1878. július 7.) nyelvész, pedagógus.

## Élete
Középiskoláit Besztercebányán, egyetemi tanulmányait Bécsben végezte. Tanári képesítését Pesten szerezte klasszikus filológiából. 1862-től helyettes és 1865-től rendes tanár volt a besztercebányai főgimnáziumban. Mint a tanári könyvtár őre újrarendezte és leltározta, ill. kiadta annak katalógusát. A segélyegyletben is mint titkár, majd mint igazgató működött. 1872-ben Budapestre az V. kerületi katolikus főgimnáziumba helyezték át. 1878-ban nyomtalanul eltűnt, valószínűsíthetően fürdés közben a Dunába fúlt.

## Művei
- 1864 Mluvnica nemeckého jazyka. Pest. (Német nyelvtan.)
- 1869 Slovenska citanka pre gymnasia I-II. Pest. (Szlovák olvasókönyv)
- 1869-1871/1896 A magyar, német és tót nyelv szótára. Pest. (Az MTA a Fekésházy díjjal jutalmazta)
- 1872 Zur Mythologie slovakischer Volskmärchen. A beszterczebányai kir. kath. főgymnasium Értesítője.
- 1872 Tót Népmesék mythologiájához. Figyelő.
- 1874 (Könyvismertetés). Országos Tanáregylet Közlönye.
- 1878 Josef Vitorin's Grammatik der slovakischen Sprache. Zum Schul und Selbstunterrichte. Budapest.